# Лох, Ганс
Ганс Лох (нем. Hans Loch; 2 ноября 1898, Кёльн — 13 июля 1960, Берлин) — председатель Либерально-демократической партии Германии и министр финансов ГДР.

## Биография
Ганс Лох — сын слесаря. По окончании гимназии в 1917 году был призван на военную службу. В 1918—1923 годах изучал юриспруденцию в университетах Кёльна и Бонна. В 1923 году защитил докторскую диссертацию, затем стажировался налоговым синдиком. В 1936 году эмигрировал в Нидерланды, в 1938 году вернулся в Германию и в 1939—1945 годах находился на военной службе в вермахте.
После войны Лох работал сначала в сельском хозяйстве, затем на поступил на юридическую службу земли Тюрингия. В 1945 году выступил одним из учредителей ЛДПГ в районе Гота, в 1947 году был избран председателем комитета муниципальной политики при центральном правлении партии, в 1949 году занял пост заместителя председателя партии, в июле 1951 года стал сопредседателем партии вместе с Карлом Хаманом, а после его ареста руководил партией с конца 1952 года единолично.
В 1946—1948 годах Лох находился на должности обер-бургомистра Готы, затем был назначен в 1949 году министром юстиции Тюрингии. 12 октября 1949 года вошёл в состав первого правительства ГДР в качестве министра финансов и оставался на этой должности до 24 ноября 1955 года. В 1949 году Лох был избран в состав временной Народной палаты, с 1950 года являлся заместителем председателя Совета Министров ГДР, а в 1954 году вошёл в состав президиума Национального совета Национального фронта ГДР. С января 1954 года возглавлял образованный Советом Министров Комитет германского единства.

## Награды
- Золотой орден «За заслуги перед Отечеством» (ГДР) (1954)

## Сочинения
- Ein Bürger sieht die Sowjetunion, Leipzig 1953
- Auf seltsamen Pfaden. Streifzüge durch das Russland von gestern und heute, Berlin 1955
- In eine neue Epoche. Ein Buch für den Mittelstand, Berlin 1958
- Von der Elbe bis zum Gelben Meer, Berlin 1958
- Wir sind dabei gewesen, Berlin 1959